# Ignatius Afrem I Barsoum
Mor Ignatius Aphrem I Barsoum (Aramees: ܡܪܢ ܡܪܝ ܐܝܓܢܛܝܘܣ ܐܦܪܝܡ ܒܪܨܘܡ, Arabisch: إغناطيوس أفرام الأول برصوم; geboren als Ayoub Barsoum (Mosul, 15 juni 1887 – Homs, 23 juni 1957) was de 120e patriarch van de Syrisch-orthodoxe Kerk van Antiochië. Hij bekleedde deze functie van 1933 tot zijn overlijden in 1957.

## Levensloop
Ayoub Barsoum werd geboren in Mosoel, in het toenmalige Ottomaanse Rijk, in een vooraanstaande Syrisch-orthodoxe familie. Zijn ouders waren Istefane Barsoum en Sussan AbdulNour. Op vierjarige leeftijd werd hij ingeschreven op een school van de Dominicanen in Mosul, waar hij naast Arabisch ook Frans, Syrisch en Turks leerde. Hij begon daar later zelf les te geven en schreef voor de missiekrant Iklil Al-Ward.
In 1905 werd hij gewijd tot lector (Qoroyo) en subdiaken (Aphodyacon) door Dionysius Bihnam Samarji, de aartsbisschop van Mosul. Aangespoord door zijn familie en de aartsbisschop trad hij toe tot het Mor Hananyo-klooster bij Mardin, waar hij theologie, filosofie en de Syrische taal en literatuur bestudeerde.
In 1907 werd hij tot monnik gewijd, en op 20 mei 1918 werd hij benoemd tot aartsbisschop van Syrië en Libanon. Op 30 januari 1933 werd hij gekozen en gewijd tot patriarch van Antiochië.

## Patriarchaat
Mor Ignatius Aphrem I Barsoum werd patriarch in een moeilijke tijd voor de Syrisch-orthodoxe Kerk. Hij zette zich in voor de heropbouw van de kerkelijke structuren op de plaatsen waar zijn volk naartoe was gevlucht. Hij was tevens een belangrijk geleerde en auteur. Zijn werken behandelen onderwerpen zoals de geschiedenis van de Syrisch-orthodoxe kerk, heiligenlevens, liturgie, muziek en traditie.

## Publicaties
Barsoum schreef, vertaalde en publiceerde talrijke wetenschappelijke werken. Een van zijn bekendste boeken is The Scattered Pearls (Loezatische titel: Nafḥāt al-Khuzām) – een uitgebreide geschiedenis van de Syrisch-literaire traditie en wetenschappen.

## Overlijden
Mor Ignatius Aphrem I Barsoum overleed op 23 juni 1957 in Syrië en werd begraven in Homs.